# Torda (táltos)
Torda az István, a király című rockopera szereplője, Koppány vezér táltosa.  Neve a török a "megállt, megmarad" jelentésű török Turdi/Torda néven alapul.

## Szerepe a műben
Torda Koppány táltosa, Frigyesi Tibor rendező szerint Koppány környezetének meghatározó személyisége, aki a háttérből irányítja Koppányt. Amikor Koppány nemzetfő fellázadt I. István ellen, Torda táltos harcra buzdította Koppányt és híveit.

## Alakítói
- Deák Bill Gyula (Városliget,[4] Népstadion,[5] Sevilla[6]))
- Csengeri Attila (Eger, vendégszereplés az Esztergomi Nyári Játékokon)[7][8]
- Novák Péter (Csíksomlyó,[9] Szeged[10])
- Tóth Attila (Aréna)[11]
- Mohácsi Márk (Nemzeti Lovas Színház)[12]
- Ivánka Csaba (Nemzeti Színház)[13]
- Mahalek Gábor (Patkós Irma Színház)[14]